# 聖克魯什-達什弗洛里什
39°27′18″N 31°7′53″W / 39.45500°N 31.13139°W

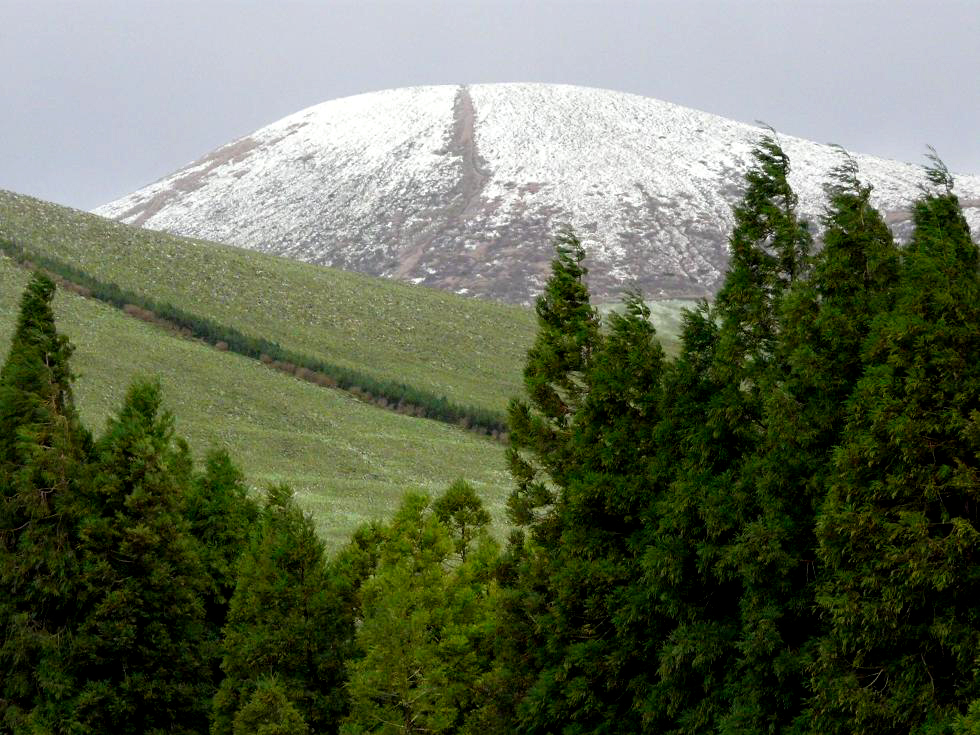

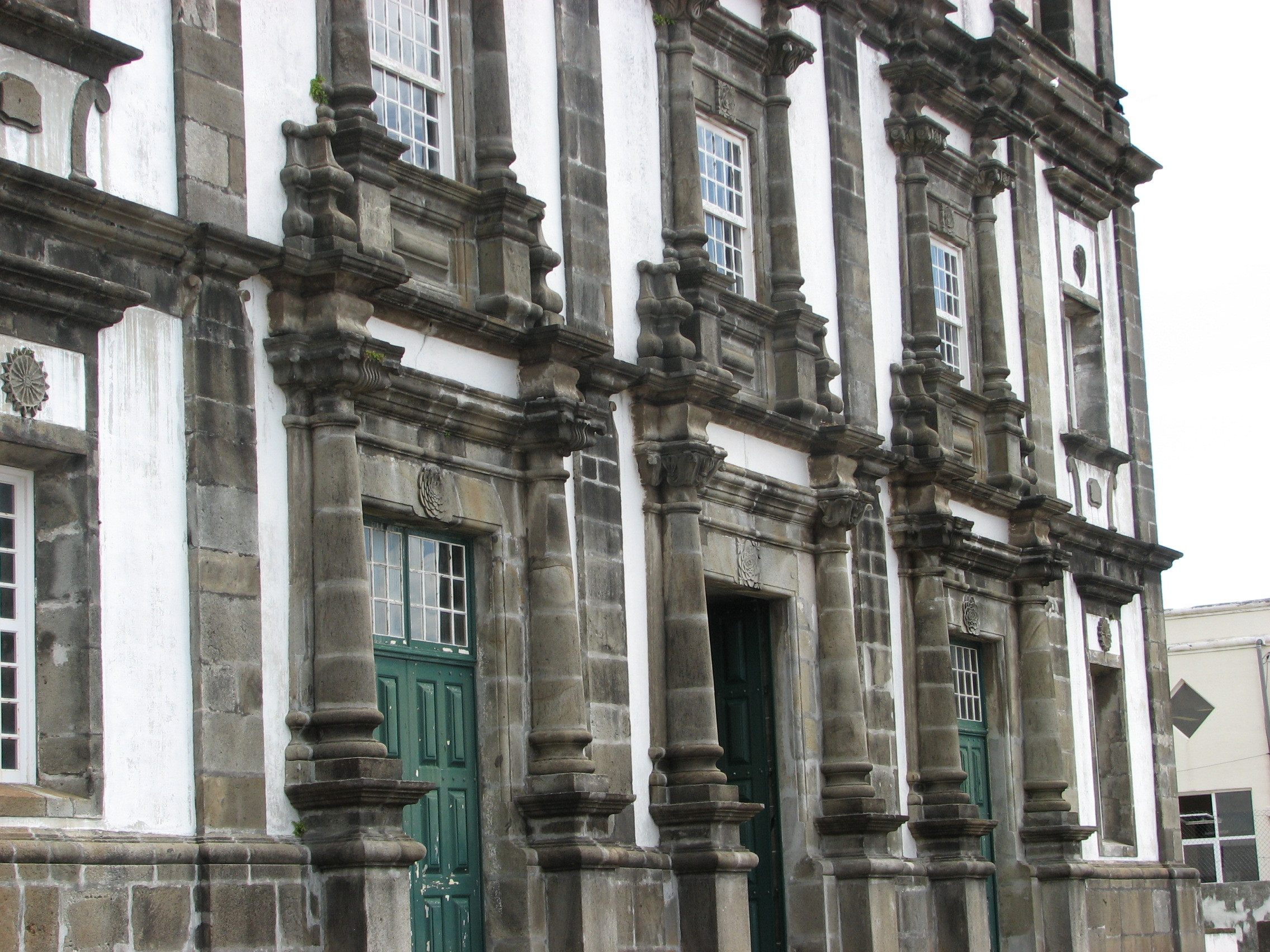

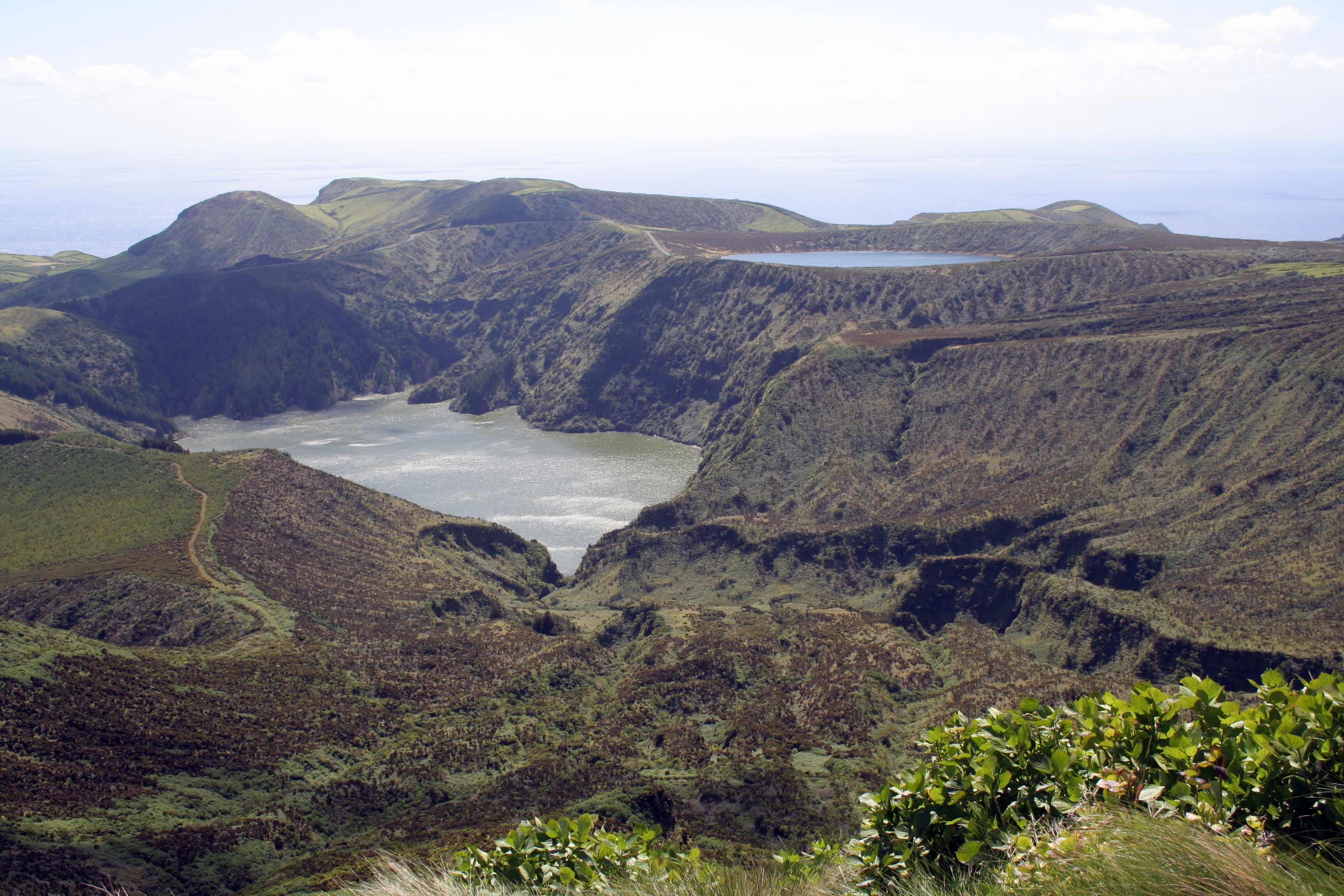

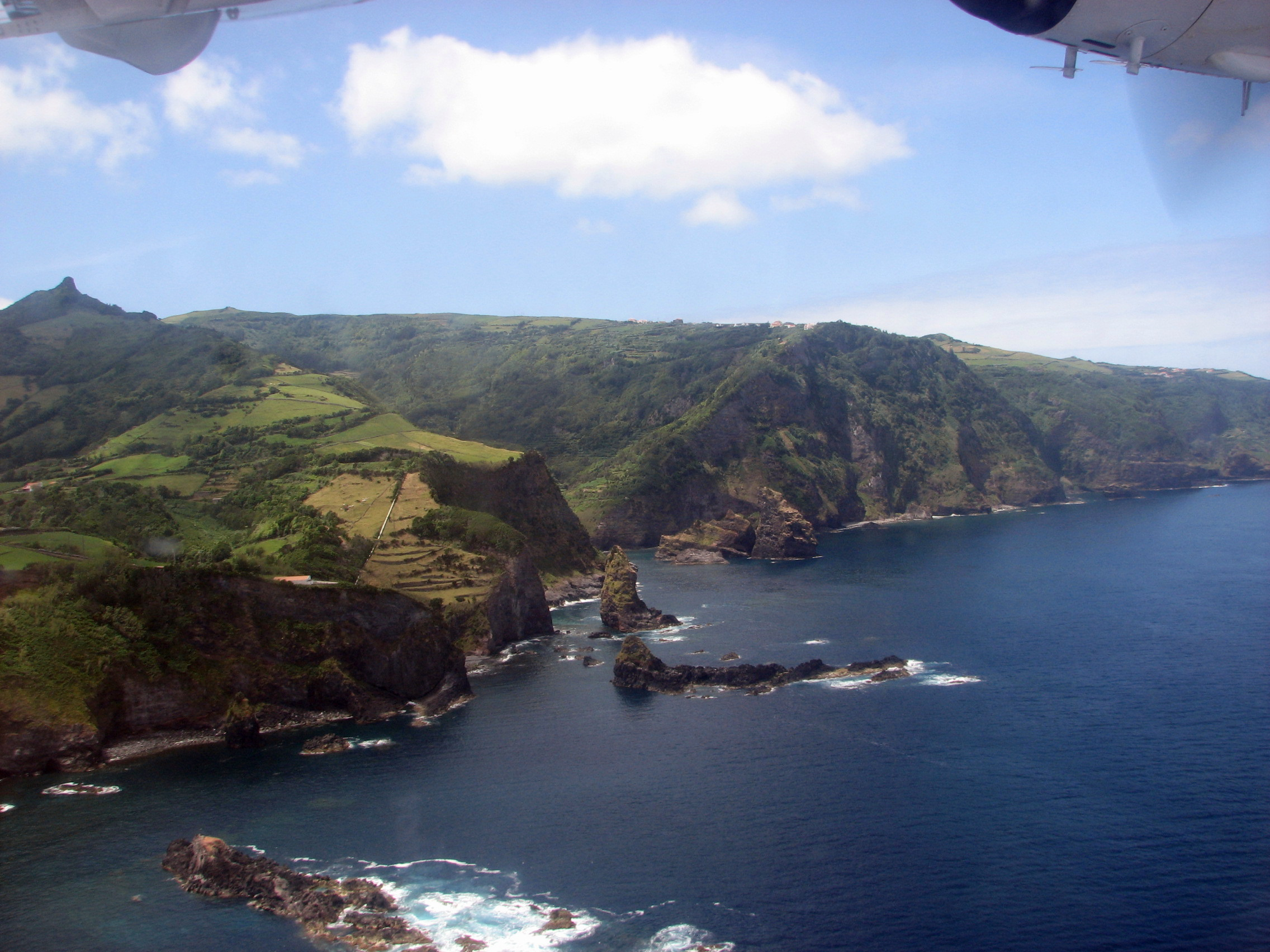

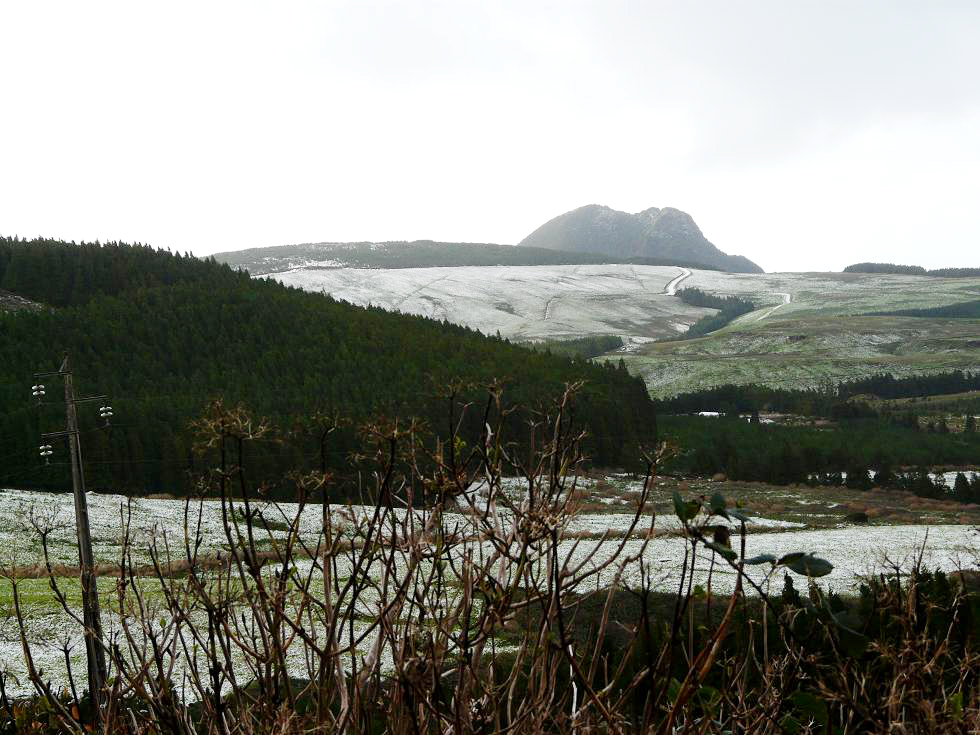

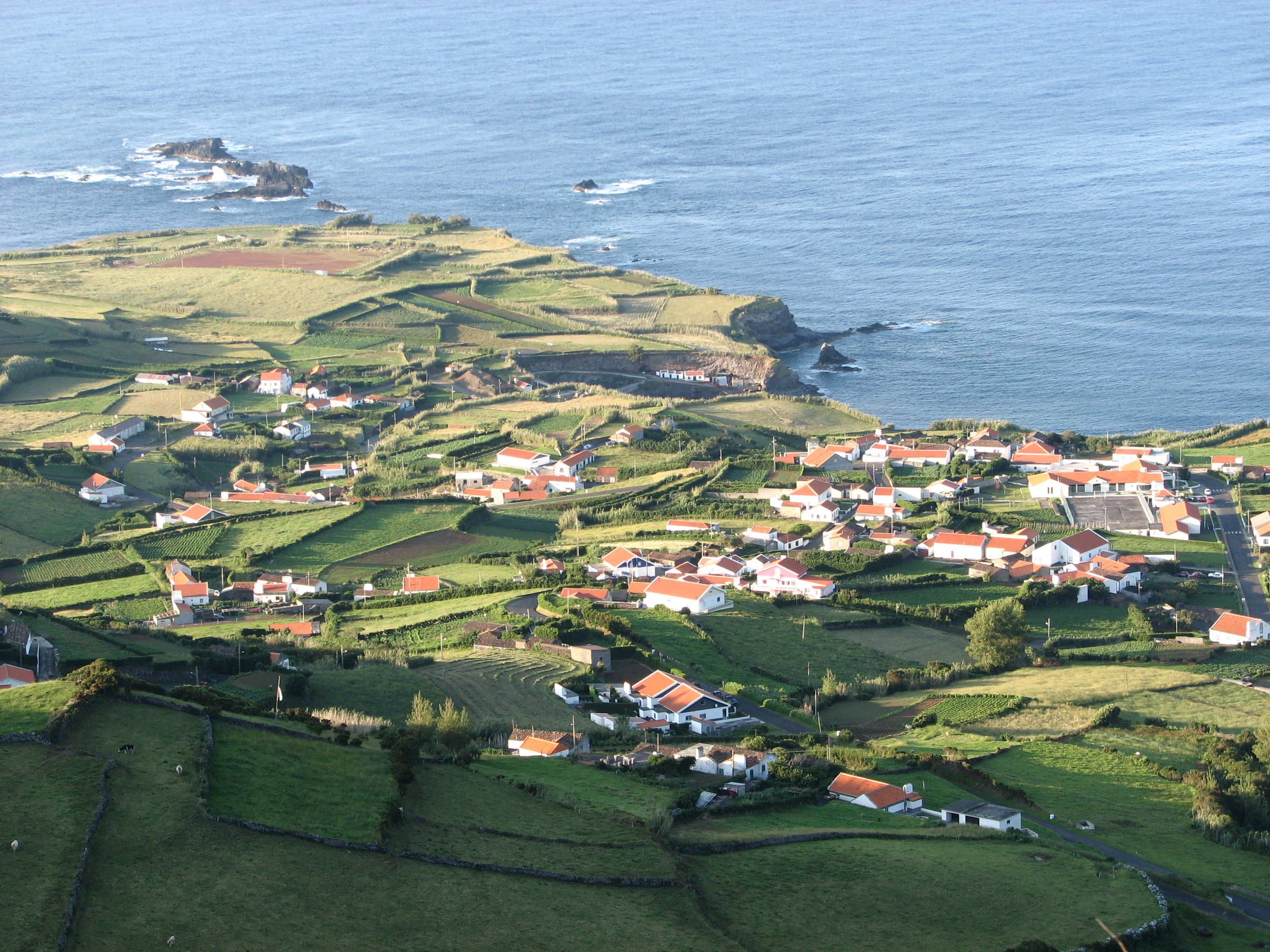

聖克魯什-達什弗洛里什（葡萄牙語：Santa Cruz das Flores，葡萄牙語發音：[ˈsɐ̃tɐ ˈkɾuʒ ðɐʃ ˈfloɾɨʃ] ⓘ）是葡萄牙的市鎮，位於亞速爾群島的格拉西奧薩島，始建於1486年，面積60.66平方公里，海拔高度140米，2011年人口4,391，人口密度每平方公里72.39人。